# Volvo Amazon

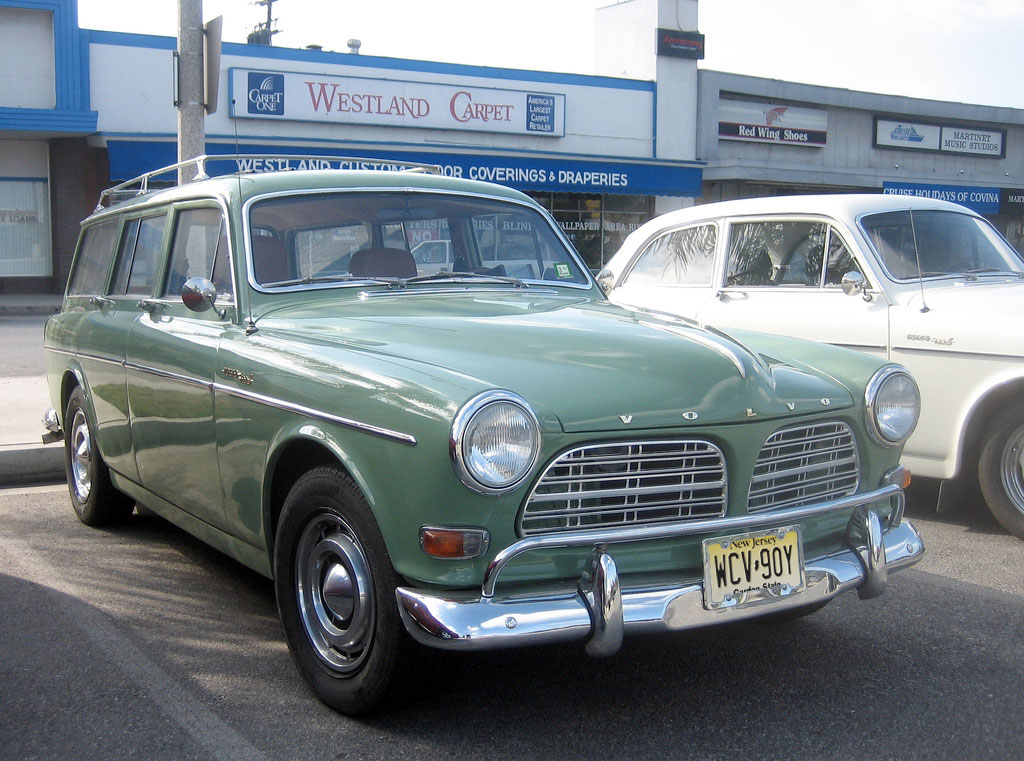
Carrinha Volvo Amazon 1966

O Volvo Amazon foi um carro de médio porte fabricado e comercializado pela Volvo Cars de 1956 a 1970. Foi apresentado nos Estados Unidos como 122S no Salão Internacional do Automóvel de Nova York de 1959.
O Amazon compartilhava a distância entre eixos, a postura alta e o assento com ponto H alto de seu antecessor, o PV444/544, e era oferecido nos estilos sedã de duas portas, sedã de quatro portas e carroceria de cinco portas — todos conhecidos por seu pontão estilo. Em 1959, a Volvo tornou-se o primeiro fabricante mundial a fornecer cintos de segurança dianteiros como equipamento padrão — fornecendo-os em todos os modelos da Amazon, incluindo os modelos de exportação — e mais tarde tornando-se o primeiro carro com cintos de segurança de três pontos como padrão equipamento.
Quando introduzido, o carro foi nomeado Amason (com um 's'), derivado das ferozes guerreiras da mitologia grega, as Amazonas. O fabricante alemão de motocicletas Kreidler já havia registrado o nome, e as duas empresas concordaram que a Volvo só poderia usar o nome no mercado interno (ou seja, na Suécia), modificando a grafia para Amazon. Posteriormente, a Volvo iniciou sua nomenclatura de três dígitos e a linha ficou conhecida como Série 120.
O Amazon foi originalmente fabricado na fábrica da Volvo em Lundby, em Gotemburgo, e posteriormente na fábrica da empresa em Torslandaverken, que começou a operar em 1964. Ao final da produção, foram produzidos 234.653 modelos de quatro portas, 359.917 modelos de duas portas e 73.220 peruas, dos quais 60% foram exportados; para um total de 667.791 veículos.

## Estilo e design
O estilo ponton do sedã Amazon, com estilo de três caixas, foi inspirado nos carros americanos do início dos anos 1950, lembrando fortemente o sedã Chrysler New Yorker e o Chrysler 300C hardtop Coupe. Segundo o designer Jan Wilsgaard, o estilo do Amazon foi inspirado em um Kaiser que ele viu no porto de Gotemburgo.
O Amazon apresentava forte articulação da frente para trás, "ombros" pronunciados e barbatanas traseiras leves, mas visíveis. Esses recursos se tornaram inspiração para Peter Horbury ao reconceber a direção de design da Volvo com o V70, após décadas de designs retilíneos, com laterais planas e quadradão.
A carroceria do Amazon foi construída em aço tratado com fosfato (para melhorar a aderência da pintura) e com uso intenso de subcapa e tratamento com óleo anticorrosivo.

### Carroceria
A versão station wagon (perua) foi apresentada no Salão do Automóvel de Estocolmo de 1962, e a Volvo fabricou 73.000 exemplares entre 1962 e 1969. A propriedade Amazon apresentava uma porta traseira de duas peças, com a seção inferior dobrável para fornecer uma superfície de carga e a seção superior articulada acima da cabeça. A placa traseira do veículo, fixada na porta traseira inferior, poderia dobrar "para cima" de forma que, quando a porta traseira fosse abaixada e o veículo em uso, a placa ainda estivesse visível. Esta ideia foi usada pelo Mini 1959 original. Nos últimos anos, um arranjo semelhante foi usado na porta traseira do Subaru Baja.
A plataforma Amazon foi usada como base para o P1800 e 1800ES.

## História
Sob a designação de protótipo 1200, seguindo a designação interna do PV444 como 1100, o Amazon foi lançado na imprensa em fevereiro de 1956, com a produção inicialmente prevista para começar em julho do mesmo ano, e as entregas iniciadas em agosto de 1956. Outras iterações incluíram o 121, o modelo básico com um único carburador 66 cavalo-vapor (Até 210 cv), o 122S foi lançado em 1958 como um modelo de desempenho equipado com carburador duplo 85 cavalo-vapor (Até 210 cv) motor. A localização do freio de mão do Amazon, fora do banco do motorista, destinava-se a acomodar modelos subsequentes de bancos corridos com transmissões de mudança de coluna - estes foram produzidos em pequenos números e disponibilizados para determinados mercados de exportação. Os compradores começaram a receber os primeiros carros em fevereiro de 1957.
O Volvo Amazon em forma de perua se tornaria o primeiro carro policial do mercado estrangeiro apresentado a qualquer força policial do Reino Unido em 1965. Depois de testá-lo contra uma perua Citroën DS19 Safari e Humber Super Snipe, a Polícia de Hampshire comprou uma perua Volvo Amazon 1800 branca com motor Ruddspeed atualizado inicialmente para uso como concurso de acidentes, transportando equipamentos usados pela polícia ao atender cenas de acidentes rodoviários, antes de passar para funções de policiamento de trânsito ao lado do Humber Super Snipe. No total, cinco peruas Volvo Amazon brancas foram adquiridas pela divisão de trânsito da Polícia de Hampshire, porém a compra de carros de polícia estrangeiros foi objeto de controvérsia local, com cartas de reclamação escritas ao Chefe da Polícia de Hampshire e na revista Autocar; A Polícia de Hampshire mais tarde seria objeto de controvérsia nacional e enfrentou fortes críticas do Ministério do Interior por comprar vários sedans Volvo 144 para uso da polícia de trânsito.
Em 1966, o Volvo PV encerrou a produção, substituído pelo Amazon Favorit, uma versão mais barata do Amazon, sem acabamento externo cromado, protetor solar do lado do passageiro ou isqueiro e com transmissão de três marchas em vez de quatro — disponível em preto com interior vermelho e posteriormente em branco ou preto com interior vermelho. O mais novo Volvo 140 estava se tornando o modelo principal da empresa, e o último dos sedãs 120 de quatro portas foi produzido em 1967. Em 1967 surgiu o 123GT, que era um Modelo 130 com motor B18 B de quatro cilindros de alta compressão (do Volvo P1800), caixa de câmbio M41, bancos totalmente reclináveis, faróis de neblina dianteiros e de direção (em alguns mercados), alternador, montado em pára-lama espelhos, volante especial, painel com prateleira e tacômetro e outras atualizações cosméticas. Em 1969 a cilindrada do antigo motor B18 foi aumentada e o motor passou a ser chamado de B20.
O repórter do The Washington Post Bob Woodward (interpretado por Robert Redford) dirige uma Amazon branca de 1967 no filme All The President's Men de 1976.
O último Amazon foi fabricado em 3 de julho de 1970.

## Características
As especificações originais do Amazon incluíam o novo motor Volvo B16, caixa manual de 3 marchas (H6) e tração traseira. Em 1958, o modelo esportivo Amazon Sport foi lançado e, mais tarde, no mesmo ano, o Amazon se tornou o primeiro carro produzido em série com cinto de segurança de três pontos nos bancos dianteiros como padrão. Em 1962, a Volvo lançou uma versão de duas portas, uma perua de cinco portas e o novo motor B18, eliminando a pintura e o estofamento em dois tons. Em 1965, o estofamento de vinil em relevo e os painéis das portas com cores coordenadas da Amazon tornaram-se disponíveis. As novas opções de caixa de câmbio foram o M30 de três marchas (brevemente oferecido com embreagem elétrica automática), o M40 de quatro marchas e o M41 com quatro marchas e overdrive. A caixa de câmbio M31 também foi introduzida em 1961, mas só estava disponível naquele ano.

Em 1964, a transmissão automática de três velocidades Borg-Warner BW35 também ficou disponível nas versões de quatro e duas portas.

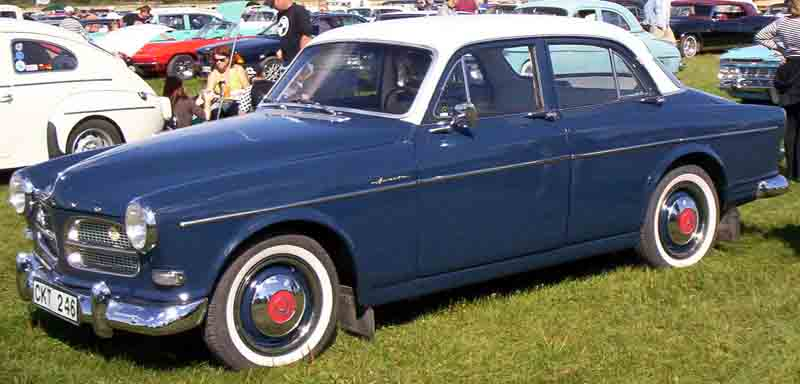
Volvo P12104 sedã de 4 portas (1959)
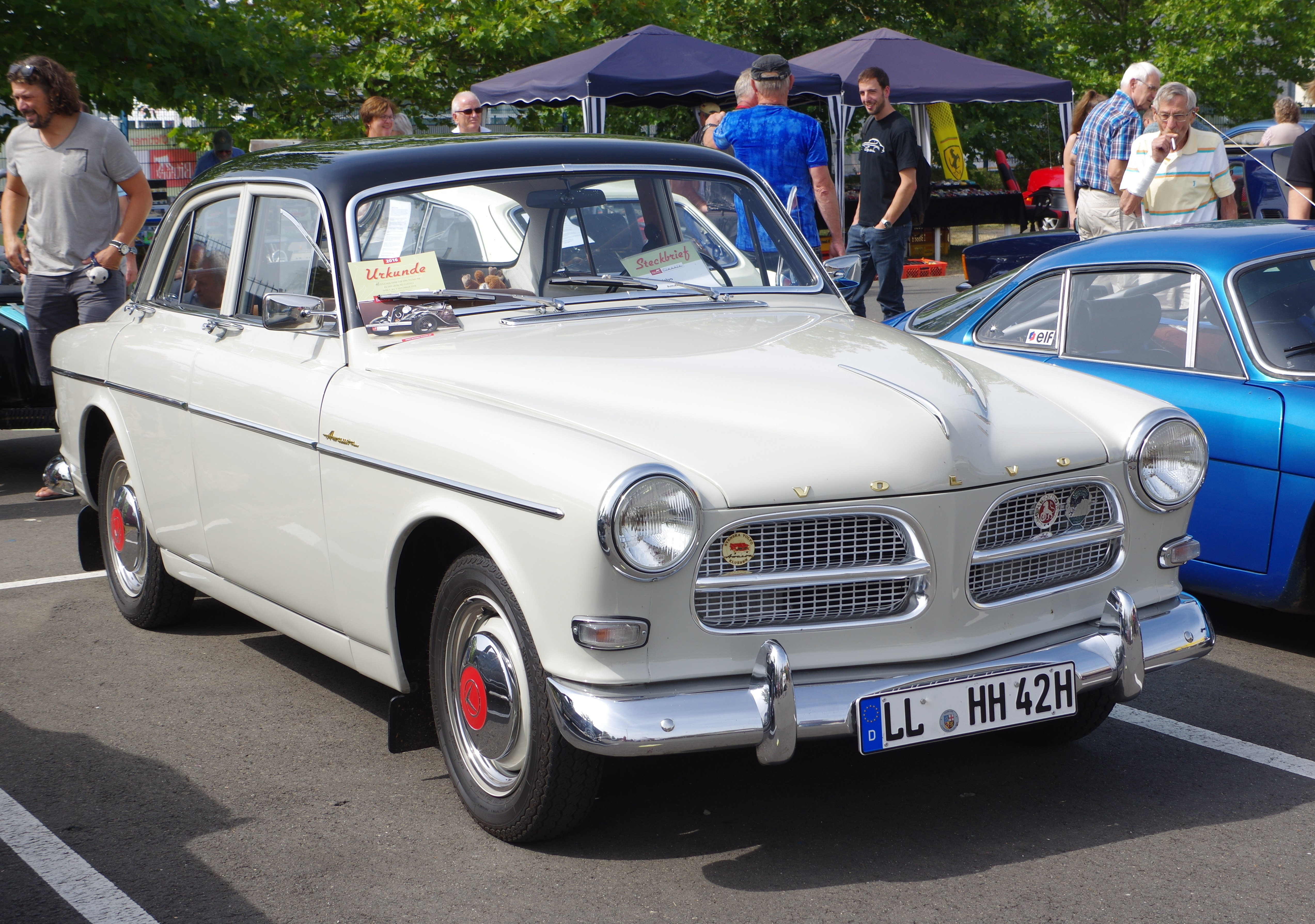
Volvo P12106 Amazon Sedã de 4 portas (1960)
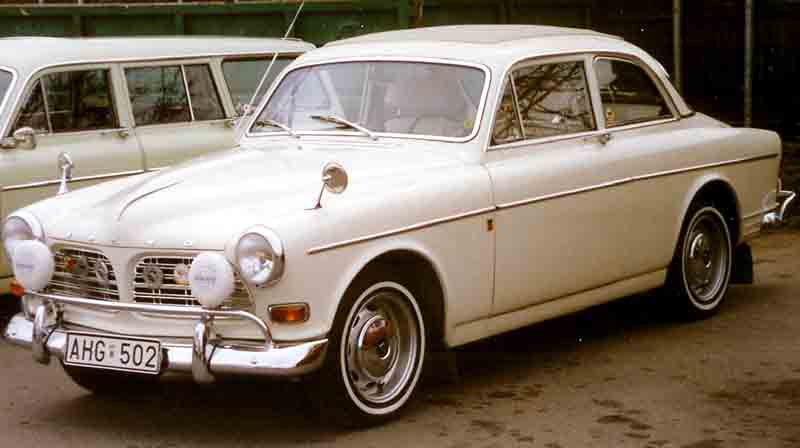
Volvo 133351 M Amazon Sedã (1967)
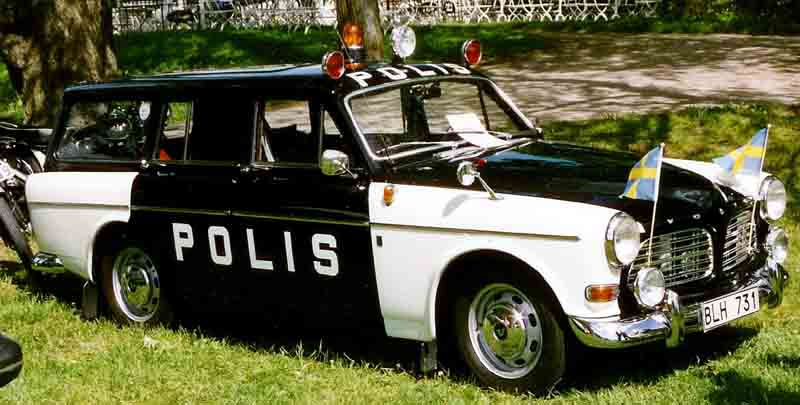
Volvo 221341 S Amazon Station Wagon Polícia (1969)

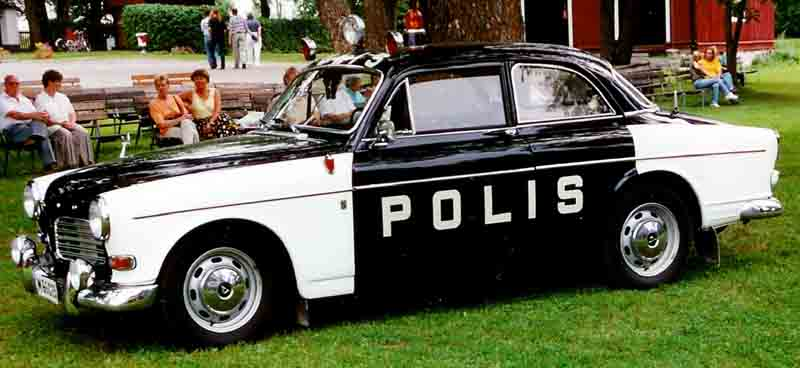
Volvo Amazon Sedan Polícia (1970)
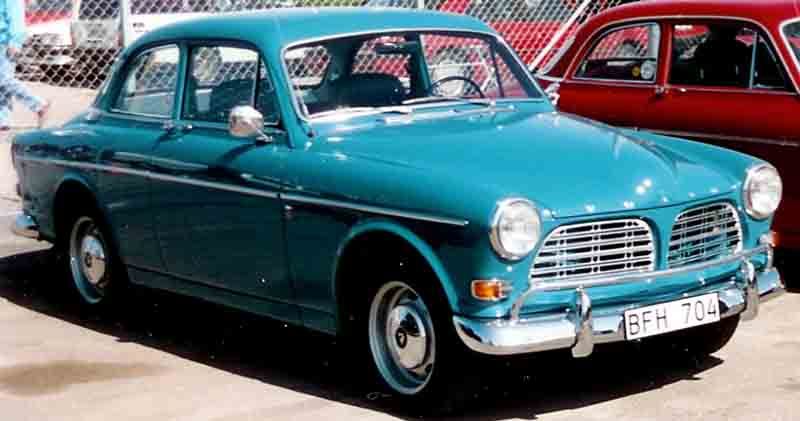
Volvo 131341 T Amazon Sedã (1970)
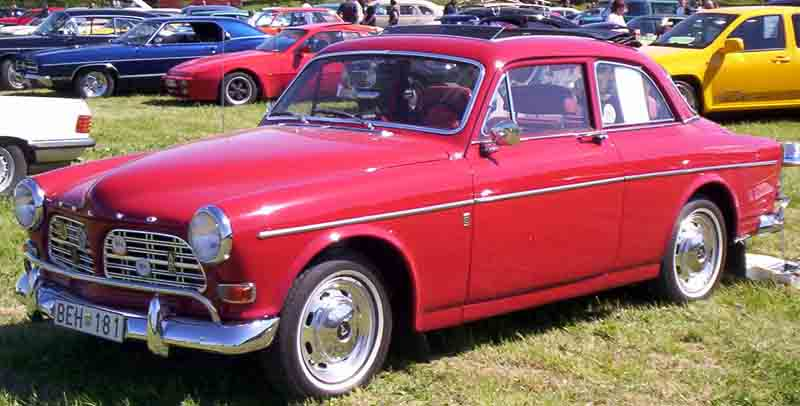
Volvo 131341 T Amazon Sedã (1970)
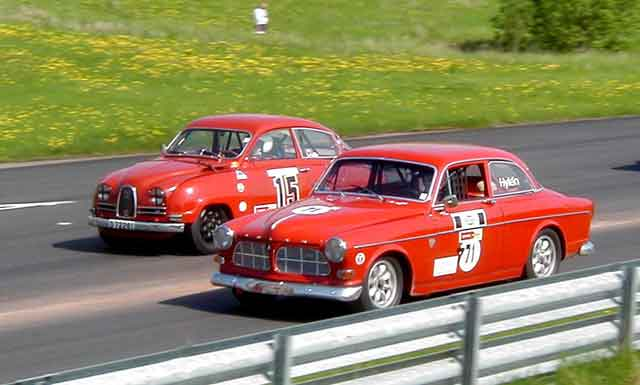
Saab 93 (esquerda) e um Volvo Amazon (direita) fazem fila para correr.

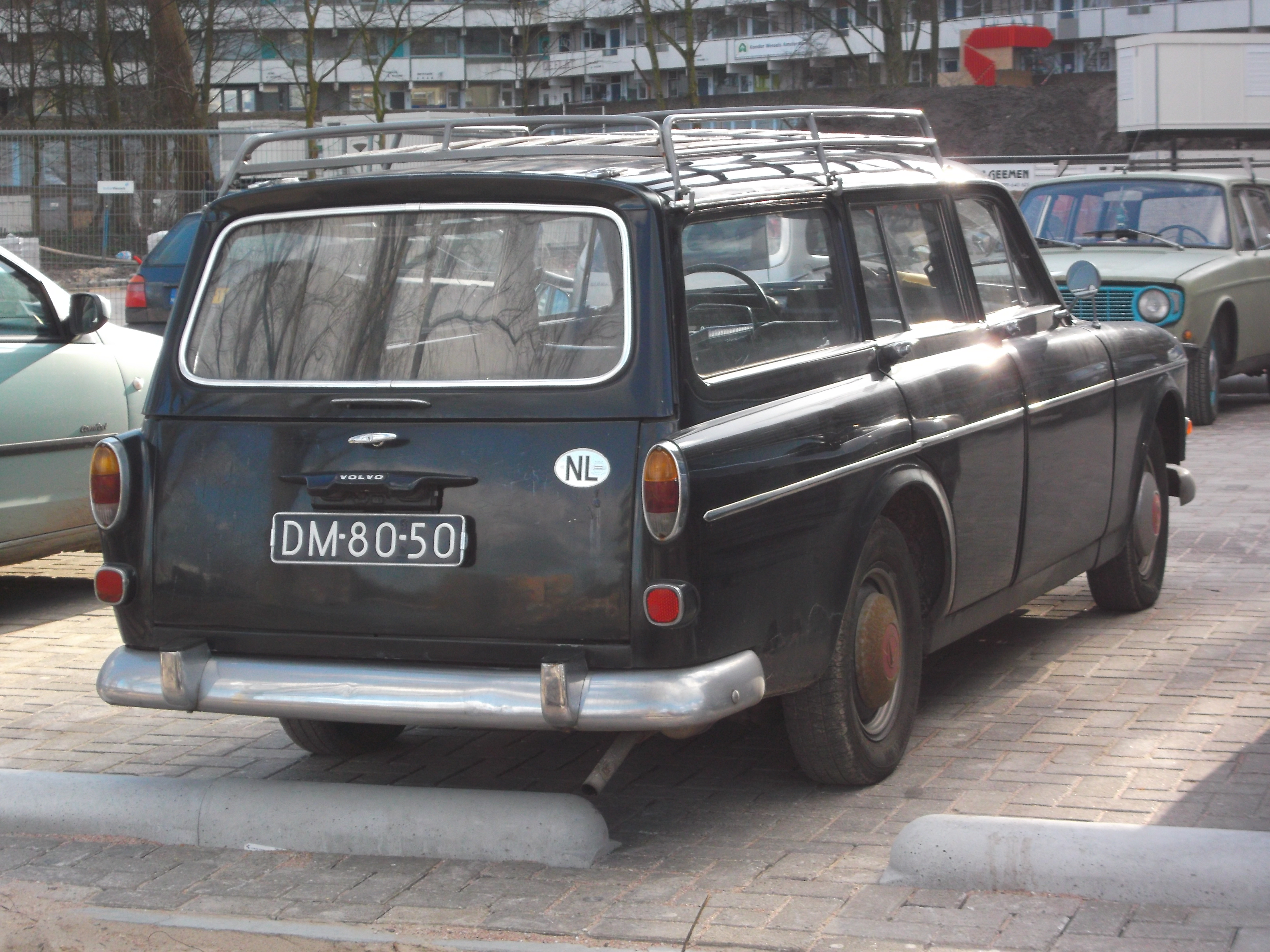
Volvo Amazon P22134 (P220), Amsterdã
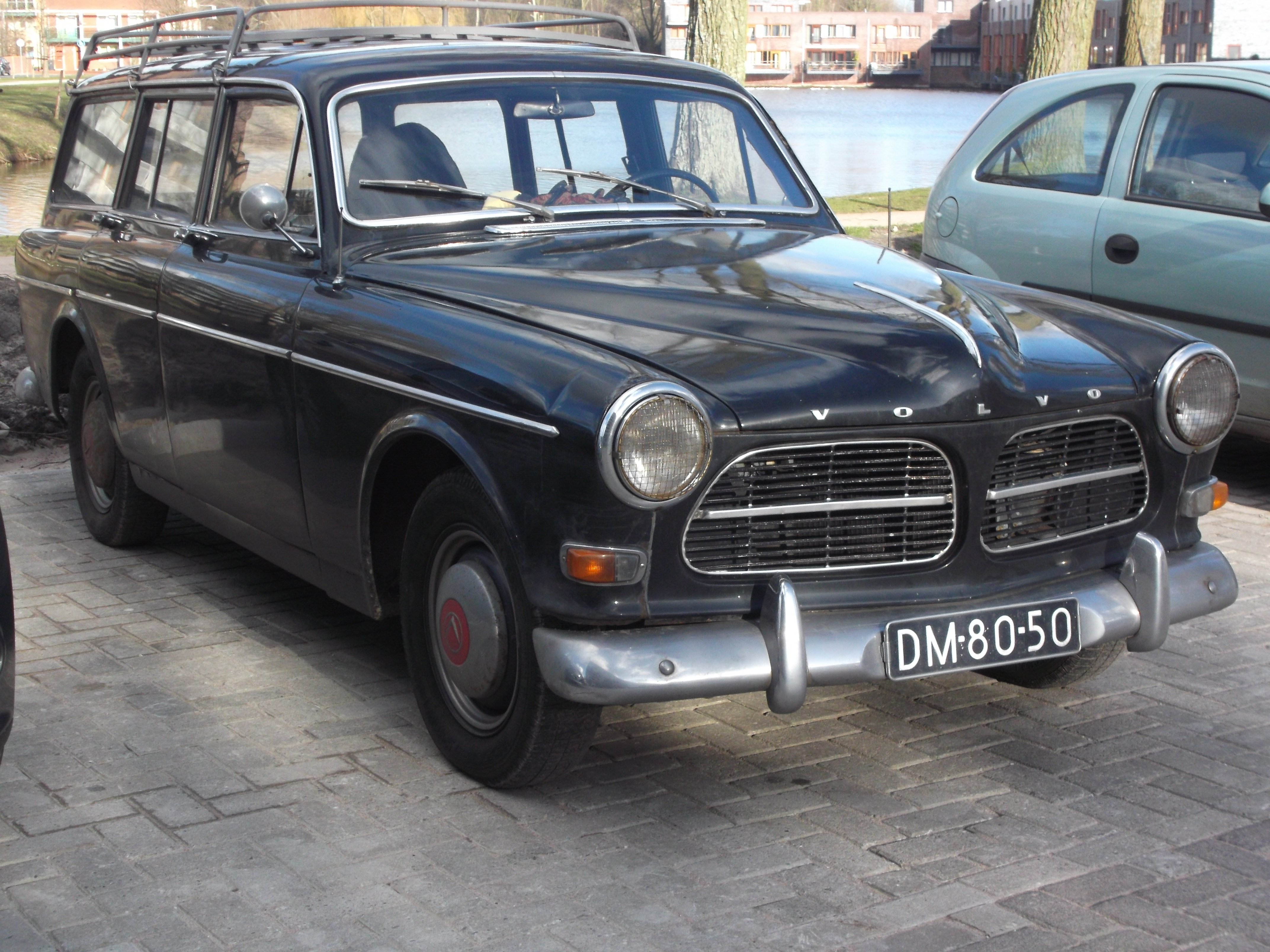
Volvo Amazon P22134, Amsterdã (2014)
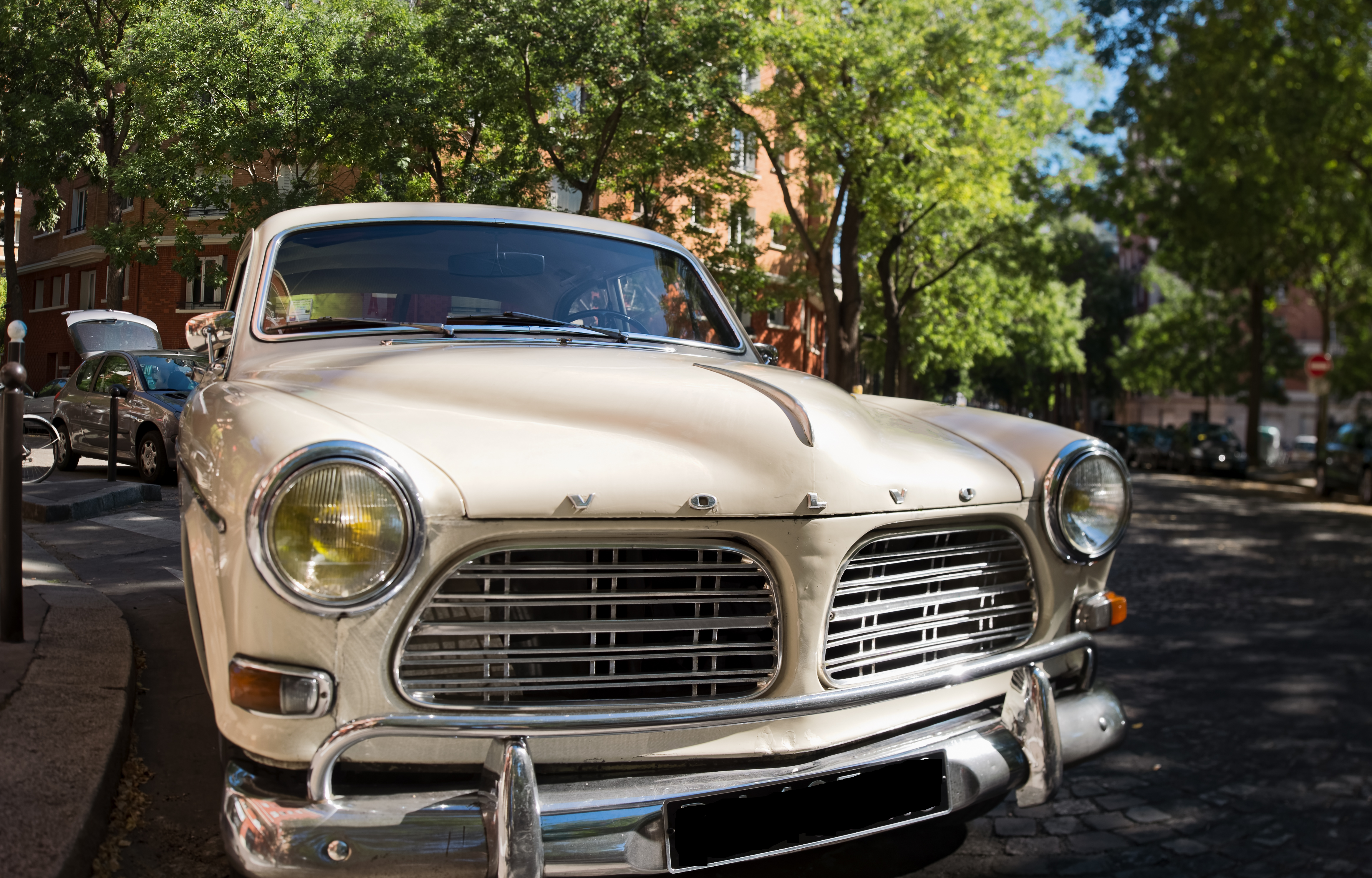
Volvo Amazon em Paris (2016)
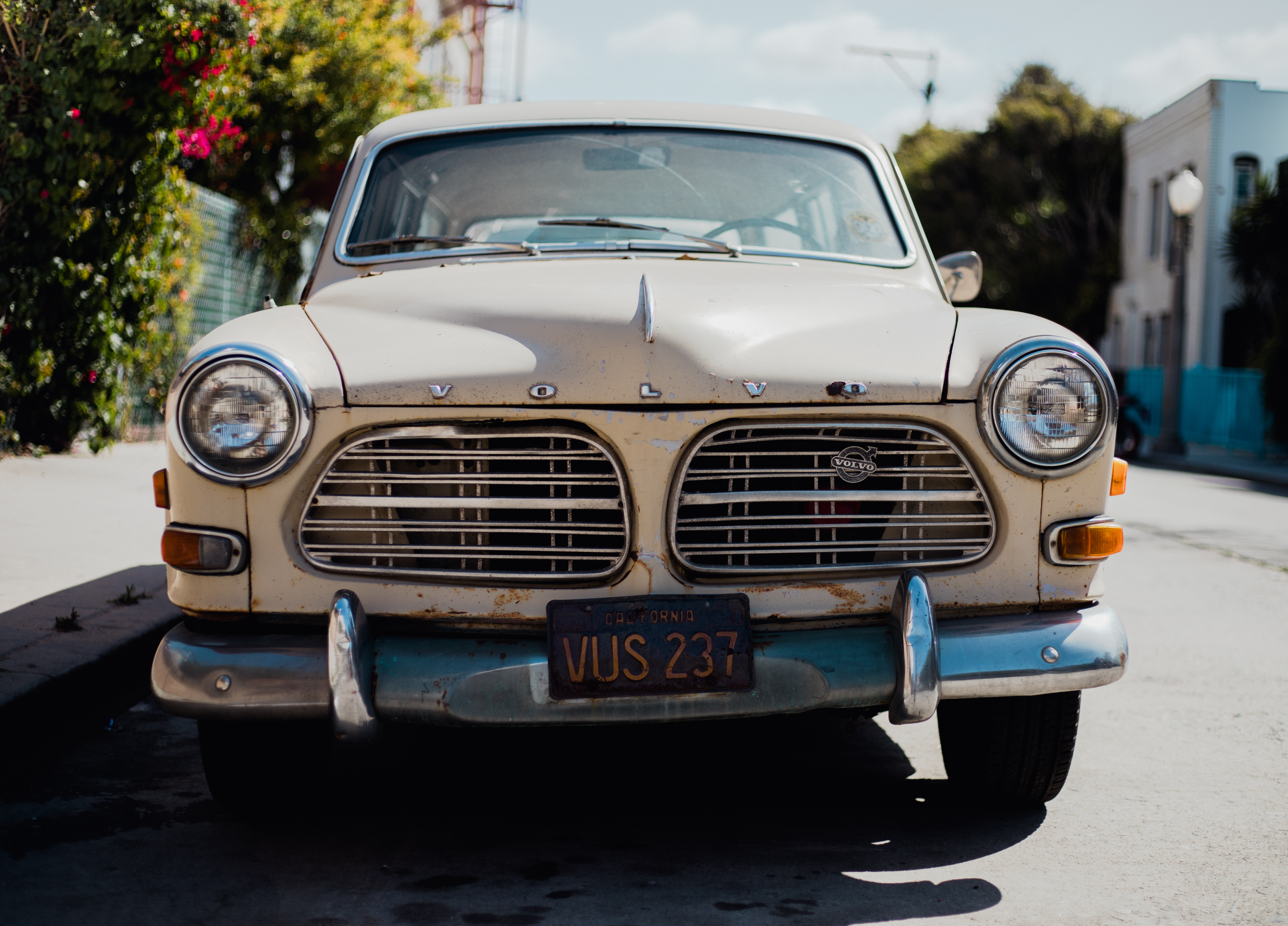
Um Volvo Amazon visto de frente